# Mongo, Ciad
Mongo este un oraș din Ciad. În 2012 avea 40.233 de locuitori.